# ハーバート・パッシン
ハーバート・パッシン（Herbert Passin, 1916年 - 2003年2月26日）は、米国の文化人類学者、日本研究家。

## 生涯
シカゴ出身。イリノイ大学卒。1946年、GHQ職員として来日、民間情報教育局に配属され、日本に初めて世論調査の手法を紹介した。1951年帰国。1962年コロンビア大学教授。フォード財団顧問として多くの日本人学者の渡米を手助けし、1967年の日米民間人会議（下田会議）の発足に尽力した。

## 著書（日本語）
- 日本とアメリカ、長井善見ほか訳（南雲堂 1967年）編
- 日米関係の展望、武者小路公秀共編（サイマル出版会（サイマル双書） 1967年）
- 日本近代化と教育、国弘正雄訳（サイマル出版会（日本双書） 1969年、新版1980年）
- 遠慮と貪欲 コトバによる日本人の研究 （祥伝社ノン・ブック 1978年4月）
- インドを救う道 ナラヤン獄中記、伊藤雄次訳（サイマル出版会 1979年）
- アメリカ人の発想・日本人の発想 “合わせる”文化と“個"の文化 竹村健一、加瀬英明との三者対談（徳間書店 1979年5月）
- 米陸軍日本語学校 日本との出会い 加瀬英明訳（TBSブリタニカ 1981年9月、ちくま学芸文庫 2020年4月）
- 英語化する日本社会 日本語の維新を考える 徳岡孝夫訳（サイマル出版会 1982年12月）
- パッシン博士の東京グルメ探訪 （講談社 1985年11月）
- 外国人が予測する五年後のニッポン 日本が生活一流国になるための条件、佐桑徹訳編（日新報道 1988年2月）共著
- 日英語比較文化論 堀内克明共著（金星堂 1995年1月）